# Gösta Bergman
Nils Gösta Bergman, född 6 juni 1894 i Tösse med Tydje, Älvsborgs län, Dalsland, död 15 november 1984 i Västerleds församling, Stockholm, var en svensk språkvetare. Han var son till Johan Bergman och bror till Sten Bergman.
Bergman arbetade först som lärare och ansvarade samt var sakkunnig för skolradion hos Radiotjänst, nuvarande Sveriges Radio, 1929–33. Åren 1954–61 var Bergman chef för Institutet för svensk språkvård. Han var också sekreterare i Nämnden för svensk språkvård, senare Svenska språknämnden och nuvarande Språkrådet, samt dess förste föreståndare och en av grundarna. År 1945 avled Terminologicentrums språklige rådgivare Hans Reutercrona och efterträddes av Gösta Bergman; 1977 entledigades han på egen begäran. Professor Bertil Molde utsågs till hans efterträdare.
Gösta Bergman var en välkänd språkman. I många år underhöll han Dagens Nyheters läsare med de kåserier om ords ursprung som han sedan samlade i den populära boken Ord med historia. Han var lektor vid olika läroverk i Sundsvall, Lund och Stockholm. Sedan 1957 uppbar han professors namn.
Gösta Bergman erhöll Erik Wellanders språkvårdspris 1962. Han medverkade i första tv-avsnittet av det klassiska underhållningsprogrammet Hylands hörna i Sveriges Television den 3 oktober 1962 och hördes även flera gånger i Sveriges Radio. Bergman gav ut många skrifter om språkvård, slang, etymologi och provinsialismer i svenska språket. Just slangen forskade Gösta Bergman om i över femtio år från 1910-talet och framåt.